# 20º Corpo d'armata (Ucraina)
Il 20º Corpo d'armata (in ucraino 20-й армійський корпус?, 20-j armijs'kyj korpus) è un corpo d'armata delle Forze terrestri ucraine con base a Kryvyj Rih.

## Storia
Il corpo è stato costituito nel marzo 2025 in seguito alla riforma delle Forze armate ucraine che prevede la transizione verso una struttura basata proprio sui comandi intermedi di corpo d'armata invece che sui gruppi tattici e operativi. Nel giugno 2025 sono emersi dettagli sulla composizione del corpo, formato da 5 brigate fra cui la 33ª meccanizzata riassegnata dal 10º Corpo d'armata, e sul suo comandante, colonnello Maksym Kytuhyn, precedentemente alla guida della 17ª Brigata meccanizzata pesante. Quattro delle cinque brigate di manovra del corpo sono state dispiegate al fronte nel Donec'k meridionale, in particolare nelle posizioni a sud di Pokrovs'k in sostituzione del Gruppo tattico "Vuhledar", mentre la 17ª è rimasta per il momento operativa nel settore di Sumy. Ad agosto il corpo è stato rinforzato dalla 60ª Brigata artiglieria, costituita appositamente a partire da elementi della 40ª Brigata artiglieria.

## Struttura
- Comando di corpo d'armata[6]
- 17ª Brigata meccanizzata pesante "Kryvyj Rih-Kostjantyn Pestuško" (unità militare А3283)
- 23ª Brigata meccanizzata (unità militare A4741)
- 31ª Brigata meccanizzata "Maggior generale Leonid Stupnyc'kyj" (unità militare A4773)
- 33ª Brigata meccanizzata (unità militare A4447)
- 60ª Brigata artiglieria
- 141ª Brigata meccanizzata (unità militare A4808)
- 423º Battaglione sistemi senza pilota "Grifoni Sciti" (unità militare A5049)

## Comandanti
- Colonnello Maksym Kytuhyn (giugno 2025 - in carica)[7]